# Дорн, Александр Фёдорович
Алекса́ндр Фёдорович До́рн (26 декабря 1886 — 11 июня 1956, Москва) — российский и советский фотограф, кинооператор. Автор фотолетописи событий Октябрьской революции в Москве, документальных кинохроник, научно-популярных и художественных фильмов.

## Биография и творчество

### Ранние годы. Работы революционных лет
Александр Дорн родился в 1886 году. Учился в Московской художественной студии. В годы Первой мировой войны был военным фоторепортёром.
В годы Октябрьской революции работал в московском филиале Скобелевского комитета, снимал события также в Петрограде. Многие кадры фотографа сделаны под обстрелами.

Александр Фёдорович Дорн — один из ведущих фотолетописцев Москвы революционных лет. Если вы встретите фото с неустановленным авторством, но посвящённое московским событиям 1917 года, то можете уверенно nредположить: это Дорн.
Первый снимок Дорна революционных лет запечатлел кремлёвскую башню с поверженным двуглавым орлом. Дорном задокументированы штурм Кремля красногвардейцами и рабочими, уличные бои красногвардейцев с юнкерами, баррикады на Остоженке, Лубянке и Арбатской площади, здание гостиницы «Метрополь» после обстрела и другие повреждённые боевыми действиями здания, разрушения и восстановительные работы после боев на территории Кремля, первая советская комендатура Кремля, похороны жертв революции со стороны большевиков у Кремлёвской стены, демонстрация у здания городской думы, празднование 1 мая 1918 года, выступление Я. М. Сверлова с броневика на московском митинге в день Всеобуча и другие сюжеты на улицах Москвы революционных времён. Дорн работал в творческом содружестве с репортёрами Г. П. Гольдштейном и А. И. Савельевым, некоторые снятые фотографами на московских улицах сюжеты совпадают.
В 1918 году снимал хронику для журнала «Кинонеделя», выполнял фотоработы для периодических печатных изданий. Был призван в Красную армию, продолжал работу фотографа на фронте. Принимал участие в подавлении Ярославского восстания, боях с Белой армией на разных участках Юго-Западного фронта, сделал серии фоторепортажей об этих событиях, ряд портретов героев Гражданской войны. В 1919 году был направлен в подчинение Управления агитационно-инструкторских поездов и пароходов при ВЦИК. Участвовал в поездке на поезде «Красный Восток» на Туркестанский фронт, в агитрейсах парохода «Красная звезда», сделал серии фоторабот, посвящённых установлению советской власти в Туркестане и Поволжье. После войны работал во Всероссийском фотокиноотделе Госкино фотохроникёром и кинооператором.

### Работы 1920—1930-х. Последние годы
С начала 1920-х годов занимался в основном операторской работой. В 1923 году снял документальный фильм «Камвольный трест». В январе 1924 года вошёл в группу из 17 операторов, снимавших похороны вождя революции В. И. Ленина. Дорном сняты кадры встречи траурного поезда на вокзале, 24—26 января совместно с другими кинооператорами документировалось прощание в Колонном зале Дома Союзов. Отснятые материалы вошли в хроникальный фильм «Похороны В. И. Ленина» (1924).
В 1924 году вошёл в ревизионную комиссию новообразованной Ассоциации революционной кинематографии (АРК). Стал специализироваться на съёмках научно-производственных сюжетов для организации «Культкино», ориентированных на рабоче-крестьянскую аудиторию. Им были сняты ленты «Хлеб из камней» (о применении удобрения суперфосфат), «В угаре нэпа» (о кооперации), «Из подполья к диктатуре» (о Госиздате), «Железом и кровью» (о машиностроении), «Советские игрушки» и др.
В 1925 году оператор был командирован в Италию для съёмок заграничного плавания советских военных кораблей. Снятый им материал стал основой для хроникального фильма «Итальянский поход миноносцев». После выхода фильма Дорн был приглашён Итальянским географическим обществом в экспедицию по Памиру. По материалам экспедиции 1929 года в Риме была издана книга «Первая итальянская экспедиция по Памиру».
Снимал также учебно-инструкторские короткометражные фильмы для научных институтов Наркомтяжпрома, художественные игровые фильмы на историко-революционные темы («Шакалы Равата», «Из-под сводов мечети», «Торговцы славой» и др.).
В 1928 году Дорн участвовал в выставке «Советская фотография за 10 лет», представив серию снимков, посвящённых жизни Москвы и быту и культуре Средней Азии («Москва, Кремль», «Тянут назад», «Туркестан. Арбакешн», «Бухара. Знойный день», «Самарканд. Шахи-Зинда» и др.). В 1930-х годах возглавлял кинофоторадиоцентр Наркомзема, работал в «Сельхозфильме».
Дорн творчески экспериментировал, выступал как новатор кинотехники, впервые в СССР применил длиннофокусные телеобъективы и бинокулярные трубки, позволяющие осуществить крупномасштабную съёмку отдалённых объектов.
В 1941 году Александр Дорн был арестован и репрессирован. Несколько десятилетий его имя было под запретом. Дорн вернулся из заключения в 1955 году с разрушенным здоровьем. Умер через год после освобождения, в 1956-м. Реабилитирован.

## Операторские работы
1923
- Камвольный трест (Камвольный комбинат)

1924
- Похороны В. И. Ленина (с группой операторов)
- Хлеб из камней
- Из подполья к диктатуре
- В угаре нэпа
- Советские игрушки (анимационный)

1925
- Правда жизни (короткометражный)
- Шпундик-кооператор (короткометражный)
- Итальянский поход миноносцев (Из Чёрного в Средиземное море)

1926
- Чиркин в казарме (короткометражный)

1927
- Железом и кровью
- Из-под сводов мечети
- Шакалы Равата

1929
- Торговцы славой (совместно с В. Туровцевым)

1931
- Три парада (документальный)[1][12]

## Комментарии
1. ↑  Снимки были опубликованы в еженедельнике «Искры». Сходный по композиции кадр, запечатлевший «Метрополь» после обстрела, был сделан А. И. Савельевым[5].

## Наследие и оценки
В 1930-е годы практически весь архив Александра Дорна (стеклянные негативы и подлинники фотографий) погиб. Сохранились несколько негативов, переданных Дорном в госархивы, и отдельные отпечатки фотографий. Часть материалов находится  Российском государственном архиве кинофотодокументов.
В 1967 году серия работ Александра Дорна, посвящённая Москве революционных лет, была представлена на выставке «Моя Москва», открытой к 50-летию революции. Дорн был посмертно награждён почётным дипломом.
Историк фотографии Л. Ф. Волков-Ланнит называет работы Дорна «безупречными по художественному исполнению».

Дорн по призванию портретист. Умение находить верную точку съёмки и преодолевать поверхностную иллюстративность помогало ему отображать правду событий и правду характеров.
Имя и творчество Александра Дорна вошло в историю российской и советской фотографии и кинодокументалистики. Историки фотографии называют его «одним из ведущих фотолетописцев Москвы революционных лет».

## Личная жизнь
Супруга — Ирина Михайловна Дорн.